# صادقي (مقاطعة فسا)
صادقي (بالإنجليزية: Tolombeh-ye Sadeqi, Fars)‏ هي human-geographic territorial entity تقع في فارس في إيران. يقدر عدد سكانها بـ 41 نسمة .